# Kanton Chaumont-Nord
Kanton Chaumont-Nord (fr. Canton de Chaumont-Nord) byl francouzský kanton v departementu Haute-Marne v regionu Champagne-Ardenne. Tvořilo ho 9 obcí. Zrušen byl po reformě kantonů 2014.

## Obce kantonu
- Brethenay
- Chamarandes-Choignes
- Chaumont (severní část)
- Condes
- Euffigneix
- Jonchery
- Laville-aux-Bois
- Riaucourt
- Treix